# لویی مک‌لین
لویی مک‌لین (به انگلیسی: Louis McLane) سناتور سابق عضو حزب دموکرات ایالات متحده آمریکا بود. وی در سال ۱۸۲۷ تا ۱۸۲۹ میلادی سناتور ایالت دلاویر در سنای ایالات متحده آمریکا بود.